# عبد الرشيد بلوش
عبد الرشيد بلوش مواليد 8 أبريل 1972 في حيدر آباد، السند، باكستان، هو ملاكم محترف باكستاني يصنف ضمن فئة وزن الوسط بدأ مسيرته الاحترافية سنة 1999. شارك في دورة الألعاب الأولمبية الصيفية سنة 1996.

## إحصائيات
خاض خلال مسيرته 116 نزالا، فاز في 98 ولم يتعادل وخسر في 18. فاز بالضربة القاضية في 85 نزالا.

## روابط خارجية
- عبد الرشيد بلوش على موقع بوكس ريك (الإنجليزية) (registration required)
- عبد الرشيد بلوش على موقع أوليمبيديا (الإنجليزية)